# Sage Kotsenburg
Sage Kotsenburg (n. 27 iulie 1993, Coeur d'Alene, Idaho, SUA) este un sportiv ce a reprezentat Statele Unite ale Americii, medaliat olimpic. A participat la o ediție a Jocurilor Olimpice (2014) în care a câștigat o medalie de aur.

## Participări
Lista de mai jos prezintă principalele competiții la care a participat Sage Kotsenburg de-a lungul carierei.
- snowboarding at the 2014 Winter Olympics – men's slopestyle[*]